# Google Spaces
Spaces o Google Spaces era un'applicazione mobile per la condivisione di argomenti, discussioni di gruppo e messaggistica sviluppata da Google.
L'app era destinata a competere con Slack come piattaforma di condivisione dei contenuti in cui gli utenti potevano creare uno "spazio", invitare i propri amici a discutere su argomenti vari e condividere video, immagini, testo e altri tipi di media. I servizi di Google come il browser Chrome, il motore di ricerca Google e la piattaforma di condivisione di video YouTube erano incorporati nell'app per consentire agli utenti di trovare contenuti da loro graditi.
Lanciato il 16 maggio 2016, era disponibile online e per i sistemi operativi mobili Android e iOS.
A causa dello scarso successo, lo sviluppo dell'app è stato interrotto il 17 aprile 2017.

## Storia
Il 16 maggio 2016, il direttore del prodotto Luke Wroblewski ha annunciato il lancio di Spaces come "uno strumento per la condivisione di piccoli gruppi".
Il 16 febbraio 2017, Google ha annunciato che Spaces verrà interrotto il 17 aprile. Il 3 marzo 2017, Google ha annunciato che è possibile stampare, visualizzare ed eliminare spazi all'interno dell'app.